# Parafia Ducha Świętego w Bydgoszczy
Parafia Ducha Świętego w Bydgoszczy – rzymskokatolicka parafia w Bydgoszczy, erygowana w 1946 roku. Należy do dekanatu Bydgoszcz IV.